# ناحیه جلیده
ناحیه جلیده (به عربی: دائرة جلیدة) یک ناحیه در الجزایر است که در استان عین الدفلی واقع شده‌است.